# 은진 김씨
은진 김씨(恩津金氏)는 충청남도 논산시 은진면을 본관으로 하는 한국의 성씨이다.
시조 김전개는 조선에서 별시문과에 을과로 급제해 판관을 지냈다.

## 참고 자료
- “은진김씨(恩津金氏)”. 뿌리를 찾아서.[깨진 링크(과거 내용 찾기)]